# Variété jacobienne
En géométrie algébrique, la jacobienne d'une courbe {\displaystyle C} est une variété algébrique (en fait une variété abélienne) qui paramètrise les diviseurs de degré 0 sur {\displaystyle C}. C'est un objet fondamental pour l'étude des courbes, et c'est aussi un exemple « concret » de variété abélienne qui sert de variété test. 

## Définition
On fixe une courbe algébrique projective lisse {\displaystyle C} de genre au moins 1 sur un corps {\displaystyle k}. Dans une première approximation, on peut dire que sa jacobienne {\displaystyle J} est une variété algébrique dont les points correspondent aux diviseurs de degré 0 sur {\displaystyle C} modulo équivalence rationnelle. Comme ces derniers forment naturellement un groupe, {\displaystyle J} est même un groupe algébrique. 
De façon rigoureuse: on considère le foncteur de Picard (faisceautisé)  {\displaystyle \mathrm {Pic} _{C/k}}. Ce foncteur est représentable par un schéma en groupes lisse localement  de type fini. La composante connexe de l'élément neutre, notée {\displaystyle \mathrm {Pic} _{C/k}^{0}} est appelée la jacobienne de {\displaystyle C}. 
On montre que {\displaystyle J} est une variété abélienne. 
On note par {\displaystyle \mathrm {Pic} ^{0}(C)} le groupe des diviseurs de degré 0 sur {\displaystyle C} modulo équivalence rationnelle. Par construction, on a un 
homomorphisme de groupes injectif 
dont le conoyau est un sous-groupe du groupe de Brauer de k. Supposons pour simplifier que {\displaystyle C} admet un point rationnel P. Alors l'homomorphisme ci-dessus est un isomorphisme. En particulier, sur la  clôture algébrique {\displaystyle {\bar {k}}} de {\displaystyle k}, on a toujours un isomorphisme de groupes 
{\displaystyle \mathrm {Pic} ^{0}(C_{\bar {k}})\to J({\bar {k}}).}
Exemple Si {\displaystyle C} est une courbe de genre 1, alors {\displaystyle J} est une courbe elliptique, isomorphe à {\displaystyle C} comme variétés algébriques si {\displaystyle C} admet un point rationnel.

## Propriétés
- {\displaystyle J} est une variété abélienne de dimension {\displaystyle g} si {\displaystyle g=g(C)} est le genre de {\displaystyle C}.
- Si {\displaystyle C} possède un point rationnel {\displaystyle P}, alors on a une immersion fermée {\displaystyle i:C\to J} qui envoie {\displaystyle P} sur 0 (élément neutre de {\displaystyle J}) et tout point rationnel {\displaystyle Q} sur la classe du diviseur de degré 0 {\displaystyle Q-P} dans {\displaystyle \mathrm {Pic} ^{0}(C)}. De plus tout morphisme {\displaystyle C\to A} dans une variété abélienne {\displaystyle A} qui envoie {\displaystyle P} sur 0 se factorise en {\displaystyle i:C\to J} et un morphisme de variétés abéliennes {\displaystyle J\to A}.
- Sous l'hypothèse ci-dessus, pour tout entier positif {\displaystyle r}, il existe un morphisme {\displaystyle f_{r}:C^{(r)}\to J} du produit symétrique {\displaystyle C^{(r)}} (le quotient de {\displaystyle C^{r}} par le groupe symétrique {\displaystyle S_{r}} opérant par 'permutation des coordonnées') dans la jacobienne. Ensemblistement, {\displaystyle f_{r}} envoie une somme {\displaystyle x_{1}+\ldots +x_{r}} de {\displaystyle r} points rationnels sur la classe du diviseur {\displaystyle (x_{1}+\ldots +x_{r})-rP}. Le morphisme {\displaystyle f_{g}} est birationnel. L'image de {\displaystyle f_{r-1}} est un diviseur dans {\displaystyle J}, appelé diviseur théta {\displaystyle \theta }.
- Le diviseur {\displaystyle \theta } induit un isomorphe de {\displaystyle J} avec sa variété abélienne duale. On dit que {\displaystyle J} est autoduale.
- Toute variété abélienne est un quotient d'une jacobienne.